# Movimento della stazione di Carrara-Avenza
La stazione venne interessata per tutto l'esercizio da un buon traffico viaggiatori, con prevalenza dei treni per il trasporto locale e regionale ma anche treni a lunga percorrenza a servizio nazionale e internazionale. Conobbe anche un forte traffico merci correlato in primis alla ferrovia Marmifera e dagli anni quaranta alla Zona Industriale Apuana, questa dotata dei propri binari e aziende raccordate.

## Traffico viaggiatori

### Persone
La stazione risultò sempre frequentata da un buon numero di viaggiatori in relazione ai vari periodi storici che ha attraversato. Dal 1906 al 1918 il traffico crebbe da 92 021 a 108 858 persone interessanti l'impianto all'anno, con un solo picco negativo nel 1915 (91 900 persone) a causa della prima guerra mondiale.
| Anno | Classe | Tariffa | Tariffa         | Tariffa          | Tariffa                | Totale  |
| Anno | Classe | Intera  | Ridotta         | Ridotta          | Ridotta                | Totale  |
| Anno | Classe | Intera  | Differenziale A | Andata e ritorno | Con riduzioni speciali | Totale  |
| ---- | ------ | ------- | --------------- | ---------------- | ---------------------- | ------- |
| 1906 | 1ª     | 632     | 17              | 426              | 74                     | 92 021  |
| 1906 | 2ª     | 8 254   | 11              | 5 702            | 384                    | 92 021  |
| 1906 | 3ª     | 23 996  | 5               | 51 239           | 1 281                  | 92 021  |
| 1910 | 1ª     | 396     | 25              | 526              | 81                     | 99 686  |
| 1910 | 2ª     | 4 794   | 91              | 9 059            | 612                    | 99 686  |
| 1910 | 3ª     | 22 467  | 175             | 59 452           | 2 008                  | 99 686  |
| 1911 | 1ª     | 423     | 45              | 625              | 174                    | 102 307 |
| 1911 | 2ª     | 4 991   | 110             | 8 677            | 626                    | 102 307 |
| 1911 | 3ª     | 23 803  | 210             | 60 786           | 1 837                  | 102 307 |
| 1913 | 1ª     | 727     | 110             | 688              | 80                     | 125 626 |
| 1913 | 2ª     | 6 453   | 190             | 9 057            | 780                    | 125 626 |
| 1913 | 3ª     | 32 006  | 352             | 71 729           | 3 454                  | 125 626 |
| 1914 | 1ª     | 759     | 57              | 601              | 60                     | 129 779 |
| 1914 | 2ª     | 6 496   | 132             | 9 154            | 655                    | 129 779 |
| 1914 | 3ª     | 36 073  | 338             | 71 774           | 3 680                  | 129 779 |
| 1915 | 1ª     | 447     | 61              | 520              | 95                     | 91 900  |
| 1915 | 2ª     | 6 030   | 175             | 9 276            | 1 104                  | 91 900  |
| 1915 | 3ª     | 27 903  | 449             | 42 074           | 3 766                  | 91 900  |
| 1917 | 1ª     | 692     | 111             | 55               | 198                    | 100 788 |
| 1917 | 2ª     | 9 728   | 380             | 381              | 1 754                  | 100 788 |
| 1917 | 3ª     | 73 352  | 805             | 3 040            | 8 290                  | 100 788 |
| 1918 | 1ª     | 771     | 56              |                  | 259                    | 108 858 |
| 1918 | 2ª     | 10 369  | 294             | 5                | 1 635                  | 108 858 |
| 1918 | 3ª     | 87 943  | 632             | 14               | 6 880                  | 108 858 |

Tra il 1927 e il 1930 la stazione venne frequentata mediamente da 180 mila persone l'anno con una media di 19 milioni di lire in entrata.
| Classe | Viaggiatori | Viaggiatori | Viaggiatori | Viaggiatori | Lire      | Lire      | Lire      | Lire      |
| Classe | 1927        | 1928        | 1929        | 1930        | 1927      | 1928      | 1929      | 1930      |
| ------ | ----------- | ----------- | ----------- | ----------- | --------- | --------- | --------- | --------- |
| 1ª     | 1 908       | 2 497       | 2 558       | 1 995       | 120 749   | 169 130   | 154 705   | 129 547   |
| 2ª     | 27 508      | 33 056      | 32 645      | 29 075      | 603 058   | 716 639   | 731 308   | 660 323   |
| 3ª     | 136 869     | 155 341     | 152 276     | 139 633     | 1 015 728 | 1 163 520 | 1 148 725 | 1 108 312 |
| Totale | 166 285     | 190 894     | 187 479     | 170 703     | 1 739 535 | 2 049 289 | 2 034 738 | 1 898 182 |

A distanza di un secolo, nel 2007, col variare del traffico e dell'offerta dei treni, la stazione risultava frequentata da un traffico giornaliero medio di più di 1 100 persone mentre nel 2018 aveva una media giornaliera di circa 1 500.
| Viaggiatori giornalieri                       | Viaggiatori annuali |
| Nota: I dati per il 2018 sono approssimativi. |                     |

### Treni
La stazione alla sua massima operatività era interessata dal traffico delle linee Avenza-Carrara e Genova-Pisa, per quanto riguardava i treni viaggiatori ordinari. Quello relativo alla linea per San Martino cessò con il secondo conflitto mondiale, mentre sopravvisse quello merci fino alla definitiva chiusura al traffico nel 1969.
|                                                                 | 1899 | 1899 | 1910 | 1910 | 1920 | 1920 | 1930 | 1930 | 1940 | 1940 | 1950 | 1950 | 1960 | 1960 | 1970 | 1970 | 1980 | 1980 | 1990 | 1990 | 2000 | 2000 | 2010 | 2010 |
| D                                                               | P    | D    | P    | D    | P    | D    | P    | D    | P    | D    | P    | D    | P    | D    | P    | D    | P    | D    | P    | D    | P    | D    | P    |      |
| --------------------------------------------------------------- | ---- | ---- | ---- | ---- | ---- | ---- | ---- | ---- | ---- | ---- | ---- | ---- | ---- | ---- | ---- | ---- | ---- | ---- | ---- | ---- | ---- | ---- | ---- | ---- |
| Rapidi                                                          |      |      |      |      |      |      |      |      |      |      |      |      |      |      | 3    |      | 1    |      | 1    | 1    | ↓↓↓  | ↓↓↓  | ↓↓↓  | ↓↓↓  |
| InterCity                                                       |      |      |      |      |      |      |      |      |      |      |      |      |      |      |      |      |      |      |      |      | 3    | 3    | 5    | 4    |
| Direttissimi                                                    | 1    | 1    | 1    | 2    | 1    | 1    | 4    | 3    | 3    | 1    | 1    | 1    | 9    | 11   | 6    | 7    | ↓↓↓  | ↓↓↓  | ↓↓↓  | ↓↓↓  | ↓↓↓  | ↓↓↓  | ↓↓↓  | ↓↓↓  |
| Espressi                                                        |      |      |      |      |      |      |      |      |      |      |      |      |      |      |      |      | 10   | 10   | 6    | 6    |      |      |      |      |
| Diretti                                                         | 1    | 2    | 4    | 4    | 2    | 2    | 4    | 4    | 6    | 6    | 4    | 3    | 10   | 7    | 6    | 6    | 9    | 11   | 11   | 11   | 6    | 6    | ↓↓↓  | ↓↓↓  |
| Accelerati                                                      | 2    | 1    | 5    | 6    | 4    | 3    | 4    | 5    | 6    | 9    | 7    | 9    | 12   | 14   | ↓↓↓  | ↓↓↓  | ↓↓↓  | ↓↓↓  | ↓↓↓  | ↓↓↓  | ↓↓↓  | ↓↓↓  | ↓↓↓  | ↓↓↓  |
| Locali                                                          |      |      |      |      |      |      |      |      |      |      |      |      |      |      | 16   | 18   | 14   | 12   | 10   | 11   | ↓↓↓  | ↓↓↓  | ↓↓↓  | ↓↓↓  |
| Interregionali                                                  |      |      |      |      |      |      |      |      |      |      |      |      |      |      |      |      |      |      |      |      | 6    | 4    | ↓↓↓  | ↓↓↓  |
| Regionali                                                       | 13   | 13   | 41   | 44   |      |      |      |      |      |      |      |      |      |      |      |      |      |      |      |      |      |      |      |      |
| Omnibus                                                         | 3    | 2    |      |      |      |      | 2    | 2    | 2    | 1    |      |      |      |      | †    | †    | †    | †    | †    | †    | †    | †    | †    | †    |
| Misti                                                           |      | 1    |      |      | 1    |      | 1    |      |      |      |      |      |      |      | †    | †    | †    | †    | †    | †    | †    | †    | †    | †    |
| Merci con viaggiatori                                           |      | 1    | †    | †    | †    | †    | †    | †    | †    | †    | †    | †    | †    | †    | †    | †    | †    | †    | †    | †    | †    | †    | †    | †    |
| Totale                                                          | 7    | 8    | 10   | 12   | 8    | 6    | 15   | 14   | 17   | 17   | 12   | 13   | 34   | 32   | 29   | 31   | 34   | 34   | 27   | 28   | 28   | 26   | 46   | 48   |
| Nota: dati non comprensivi della linea per Carrara San Martino. |      |      |      |      |      |      |      |      |      |      |      |      |      |      |      |      |      |      |      |      |      |      |      |      |

Dalla fine del 1800 al secondo dopoguerra l'impianto era servito da un numero piuttosto esiguo di treni viaggiatori, per lo più accelerati e diretti, anche se non mancavano anche alcuni treni di lusso. Dagli anni sessanta, l'offerta delle FS sulla ferrovia ligure aumentò significativamente, con un incremento dei servizi locali ma anche a lunga percorrenza con l'introduzione dei rapidi. Nel 1981 risultavano effettuare fermata due treni rapidi e TEE, insieme ad altri treni ordinari giornalieri per la relazione Milano-Livorno-Grosseto, e vari treni espressi e diretti.
All'inizio degli anni 2000, col passaggio di consegne del traffico a Trenitalia e dell'infrastruttura a RFI, l'impianto ereditò i treni viaggiatori che effettuavano fermata già negli anni passati (in precedenza effettuati dall'Ente Ferrovie dello Stato), tra i quali diversi interregionali, regionali, diretti e InterCity. Successivamente, nel 2004, la stessa Trenitalia stipulò un contratto di servizio con la regione Toscana – denominato anche "Memorario" – per l'effettuazione di nuove relazioni regionali cadenzate interessanti la stazione (classificata come "stazione porta" dal punto di vista commerciale): in questi servizi erano compresi 16 regionali da e per Firenze Santa Maria Novella istituiti con l'orario invernale entrato in vigore il 12 dicembre, 7 coppie in più rispetto al precedente orario, poi ridotti a 5 coppie nel contratto di servizio 2009-2014. Questi venivano solitamente effettuati con composizioni omogenee di E.464 e 6 carrozze MDVC al seguito con l'offerta di 456 posti a bordo; il tempo di percorrenza totale era di 1 ora e 54 minuti su un totale di 130 km di linea. Oltre al traffico regionale fermano anche dei treni a lunga percorrenza della relazione InterCity anch'essa effettuata da Trenitalia.

## Traffico merci
| Anno | Grezzo | Lastre | Lavorato | Totale |
| ---- | ------ | ------ | -------- | ------ |
| 1872 | 8 956  | 3 385  | 1 536    | 13 776 |
| 1873 | 15 419 | 3 392  | 1 851    | 19 652 |
| 1874 | 14 568 | 3 534  | 1 927    | 20 019 |
| 1875 | 12 576 | 4 935  | 2 082    | 19 592 |
| 1876 | 16 598 | 7 322  | 2 185    | 26 105 |
| 1877 | 18 224 | 8 555  | 2 297    | 29 076 |
| 1878 | 18 093 | 8 443  | 2 495    | 29 031 |
| 1879 | 23 946 | 10 817 | 2 483    | 37 246 |
| 1880 | 24 728 | 12 117 | 3 007    | 89 852 |
| 1881 | 26 039 | 12 982 | 3 266    | 42 287 |
| 1882 | 27 684 | 10 374 | 3 210    | 41 268 |
| 1883 | 31 270 | 5 294  | 2 492    | 40 056 |
| 1884 | 33 417 | 9 558  | 2 492    | 45 467 |

L'impianto venne sempre interessato da un forte traffico merci proveniente dalle cave attraverso la ferrovia Marmifera e la ferrovia Avenza-Carrara. Durante il periodo di maggiore attività il suo piazzale risultava spesso ingombro di convogli merci FS e FMC. Vi era inoltre anche il traffico proveniente dai raccordi della Zona Industriale Apuana e da diverse aziende poste nelle vicinanze con le quali era collegata tramite alcuni raccordi.
Con l'inaugurazione della stazione stessa e della Tirrenica, la produzione di marmo salì dalle 60000 t esportate nel 1861 alle 107000 t in 10 anni. L'attivazione della Marmifera nel 1876 diede un ulteriore slancio all'esportazione del marmo, come si evince dai documenti dell'epoca. Dall'inizio degli anni 1870 questa vide una crescita significativa grazie ai migliori mezzi di trasporto impiegati, in sostituzione della trazione animale, e al minor costo passando dalle quasi 14000 t totali del 1872 alle oltre 45000 t del 1884, circa 31000 t in più rispetto a dieci anni prima. Era in netta maggioranza l'esportazione di blocchi di marmo grezzo, anche se risultava essere presente il trasporto di materiale lavorato e segato sotto forma di lastre.
Tra i mesi di gennaio e fine maggio 1882 la sola stazione di Avenza esportava 656,917 t di marmo grezzo, 1098,840 t di segato e 35,189 t di lavorato per un totale di 1790,946 t di marmo in 5 mesi.
Nel 1888 il totale del marmo esportato via ferrovia salì a 64727 t e nel 1891 era a quota 52412 t.
Le importazioni ed esportazioni nei primi due decenni del XX secolo prevedevano merce di vario tipo, ad esempio la posta, oggetti d'arte, bozzoli e pesce fresco per la grande velocità, bestiame, frutta secca e altre derrate per la piccola velocità accelerata, carta, carburo industriale, calce/cemento/pozzolana, carbone vegetale, concimi, foraggi, laterizi, legna, macchine industriali, olio di oliva, pietre da costruzione e, mercanzie varie ultimo, ma più importante, il pregiato marmo per la piccola velocità ordinaria. Inizialmente gestiti separatamente erano bagagli, giornali e trasporti vari (tra cui cani e biciclette).
|                         |                           | Grande Velocità         | Grande Velocità | Piccola Velocità Accelerata | Piccola Velocità Accelerata | Piccola Velocità Ordinaria | Piccola Velocità Ordinaria |
| Con vincolo di peso (t) | Senza vincolo di peso (t) | Con vincolo di peso (t) | Bestiame (capi) | Con vincolo di peso (t)     | Senza vincolo di peso (t)   |                            |                            |
| ----------------------- | ------------------------- | ----------------------- | --------------- | --------------------------- | --------------------------- | -------------------------- | -------------------------- |
| 1906                    | In arrivo                 |                         | 236             | 59                          | 738                         | 26 354                     | 1 465                      |
| 1906                    | In partenza               |                         | 151             | 99                          | 48                          | 17 040                     | 611                        |
| 1910                    | In arrivo                 | 28                      | 247,7           | 8                           | 486                         | 38 230                     | 1 824                      |
| 1910                    | In partenza               |                         | 56,3            | 31                          | 300                         | 35 272                     | 694                        |
| 1911                    | In arrivo                 | 61                      | 370,5           | 8                           | 817                         | 38 221                     | 6 052                      |
| 1911                    | In partenza               |                         | 88,2            | 20                          | 298                         | 39 532                     | 1 579                      |
| 1913                    | In arrivo                 |                         | 5 225           | 118                         | 531                         | 41 674                     | 2 122                      |
| 1913                    | In partenza               |                         | 1 220           | 25                          | 146                         | 33 556                     | 1 428                      |
| 1914                    | In arrivo                 |                         | 363             | 51                          | 340                         | 37 768                     | 2 069                      |
| 1914                    | In partenza               |                         | 39              | 12                          | 403                         | 32 604                     | 1 094                      |
| 1915                    | In arrivo                 | 51                      | 302             | 15                          | 247                         | 26 643                     | 1 138                      |
| 1915                    | In partenza               | 90                      | 68              | 5                           | 439                         | 16 259                     | 911                        |
| 1917                    | In arrivo                 | 491                     | 414             | 27                          | 437                         | 23 178                     | 369                        |
| 1917                    | In partenza               | 1 148                   | 132             | 76                          | 463                         | 23 190                     | 217                        |
| 1918                    | In arrivo                 | 440                     | 279             | 50                          | 125                         | 23 348                     |                            |
| 1918                    | In partenza               | 434                     | 50              | 60                          | 240                         | 15 202                     |                            |

L'impianto inoltre spediva verso l'estero merce varia, quali canapa, carbon fossile, legna da ardere, macchine industriali, marmo, pelli, prodotti chimici, riso, vino (o uva pigiata) e materiali da costruzione.
| Anno | Canapa | Carbon fossile | Legnami | Macchinari | Marmo    | Pelli | Prodotti chimici | Riso | Vino o simili | Materiali da costruzione | Totale   |
| ---- | ------ | -------------- | ------- | ---------- | -------- | ----- | ---------------- | ---- | ------------- | ------------------------ | -------- |
| 1910 | 24     |                |         |            | 11 453,5 |       |                  |      | 10,4          |                          | 11 487,9 |
| 1911 |        |                |         | 1,3        | 13 165,3 |       |                  |      | 11,2          |                          | 13 177,8 |
| 1913 |        | 10             | 149,2   | 14,3       |          |       |                  |      |               | 46,5                     | 220      |
| 1914 |        |                |         |            | 11 132,8 | 32,2  | 10,1             | 10   | 14,1          |                          | 11 199,2 |

Di seguito riportata è invece la situazione nel quadriennio 1927-30:
| Anno | In arrivo      | In arrivo  | In arrivo | In arrivo | In partenza    | In partenza | In partenza | In partenza |
| Anno | Carro completo | Collettame | Bestiame  | Totale    | Carro completo | Collettame  | Bestiame    | Totale      |
| ---- | -------------- | ---------- | --------- | --------- | -------------- | ----------- | ----------- | ----------- |
| 1927 | 87652 t        | 4788 t     | 121       | 92440 t   | 69259 t        | 4588 t      | 89          | 73847 t     |
| 1928 | 78729 t        | 4830 t     | 109       | 83559 t   | 62244 t        | 4628 t      | 80          | 66872 t     |
| 1929 | 76334 t        | 2395 t     | 203       | 78729 t   | 67738 t        | 1480 t      | 202         | 69218 t     |
| 1930 | 64538 t        | 3439 t     | 52        | 67977 t   | 61169 t        | 2323 t      | 12          | 63492 t     |

Nel biennio 1940-41 la stazione risultava effettuare trasporto combinato di casse mobili e carrelli stradali, oltre che esportare acido solforico provenienti dalle vicine aziende. Nel 1940 le tonnellate di marmo esportate scesero a 31 917 a causa della guerra e le importate erano appena 381. I marmi importati non apuani ammontavano a 2861 t, provenienti da varie località italiane ed estere.
Nel 1943 i marmi in esportazione – divisi per grezzi, segati e lavorati – erano rispettivamente 1 010, 1 703 e 37 t, mentre erano 1 390, 8 848 e 937 t verso l'interno; più in generale, venivano spediti dalla stazione 1650 t di marmo grezzo, 9915 t di segati e 989 t di lavorati, al contrario risultavano importate nelle stesse categorie 441 t, 236 t e 14 t. I marmi di origine non apuana questa volta risultavano assenti.
Il traffico del marmo subì un forte calo con la soppressione della Marmifera nel 1964, a causa della cessazione del relativo traffico proveniente via ferrovia dalle cave e bacini marmiferi. Sopravvisse fino al 1969 la diramazione per San Martino, rimasta fino ad allora attiva per il traffico merci in regime di raccordo.
Col passare del tempo la stazione perse progressivamente d'importanza, l'esportazione di merce via ferrovia calò dalle 385000 t annuali del 1952 alle 106 000 nel 1962 mentre aumentavano sensibilmente i traffici su gomma.
La stazione venne definitivamente disabilitata al traffico merci il 1º dicembre 1992, dopo aver prodotto 590 carri complessivi in arrivo e partenza, nell'ottica di un nuovo modello d'esercizio più economico e reindirizzando il traffico proveniente dalla IMEG, Ferroleghe e Italcementi verso Massa Zona Industriale tramite tradotte, meno oneroso per le FS. Circa due anni dopo cessarono definitivamente anche le attività dei raccordi lato "campagna". Tuttavia continuarono a caratterizzare l'impianto piccole tradotte e stazionamenti provvisori di materiale rotabile (come ad esempio quattro vecchie carrozze accantonate sul binario dorsale in corrispondenza della Ferroleghe nel 1995). Il fascio merci e l'unico raccordo rimasto, con la Spintermar, vennero definitivamente soppressi con il cambio d'orario invernale del 2012, con il declassamento a fermata.

### Annotazioni
1. ↑  Fino agli anni cinquanta detti anche "treni di lusso".
2. ↑  Identificati in orario con le sigle "Acc" o "A". Se effettuati con materiale leggero venivano riportati con le sigle "AT" (automotrici) o "ET" (elettromotrici).
3. ↑  È indicata la somma dei treni da Genova a Pisa (dispari) a sinistra e viceversa (pari) a destra.
4. ↑  Dal 1915 i dati per le esportazioni verso l'estero risultano conteggiate non più per località di servizio ma per regione.

### Orari
- Direzione generale delle Ferrovie dello Stato, Orario generale delle strade ferrate, delle tramvie, della navigazione e delle messaggerie postali del Regno d'Italia, su archiviofondazionefs.it, Torino, Fratelli Pozzo, validità gennaio 1910,  pp. 44 e 47. URL consultato il 26 ottobre 2021.
  -  Direzione generale delle Ferrovie dello Stato, Quadro 50 Modane-(Susa)-Torino-Genova-Pisa-Livorno-Firenze-(Livorno)-Colle Salvetti-Civitavecchia-Roma, su archiviofondazionefs.it, Torino, Fratelli Pozzo, validità gennaio 1910,  p. 44. URL consultato il 26 ottobre 2021.
  -  Direzione generale delle Ferrovie dello Stato, Quadro 50 Roma-Civitavecchia-Colle Salvetti-(Livorno)-Firenze-Livorno-Pisa-Genova-Torino-(Susa)-Modane, su archiviofondazionefs.it, Torino, Fratelli Pozzo, validità gennaio 1910,  p. 47. URL consultato il 26 ottobre 2021.
- Direzione generale delle Ferrovie dello Stato, Orario generale Ferrovie - Tramvie - Navigazione e servizi automobilistici, su archiviofondazionefs.it, Torino, Fratelli Pozzo, validità gennaio 1920,  pp. 54, 57. URL consultato il 26 ottobre 2021.
  -  Direzione generale delle Ferrovie dello Stato, Quadro 50 (Modane-Torino-Alessandria)-Genova-Pisa-Firenze-(Livorno-Civitavecchia-Roma), su archiviofondazionefs.it, Torino, Fratelli Pozzo, validità gennaio 1920,  p. 54. URL consultato il 26 ottobre 2021.
  -  Direzione generale delle Ferrovie dello Stato, Quadro 50 (Roma-Civitavecchia-Livorno)-Firenze-Pisa-Genova-(Alessandria-Torino-Modane), su archiviofondazionefs.it, Torino, Fratelli Pozzo, validità gennaio 1920,  p. 57. URL consultato il 26 ottobre 2021.
- Ministero delle comunicazioni, Orario Generale Ferrovie - Navigazione Lacuale - Tramvie - Servizi automobilistici - Navigazione marittima e linee aeree, su archiviofondazionefs.it, Torino, Fratelli Pozzo, validità gennaio 1930,  pp. 41 e 45. URL consultato il 26 ottobre 2021.
  -  Ministero delle comunicazioni, Quadro 50 (Modane-Torino-Alessandria)-Genova-Pisa-Firenze-(Livorno-Civitavecchia-Roma), su archiviofondazionefs.it, Torino, Fratelli Pozzo, validità gennaio 1930,  p. 54. URL consultato il 26 ottobre 2021.
  -  Ministero delle comunicazioni, Quadro 50 (Roma-Civitavecchia-Livorno)-Firenze-Pisa-Genova-(Alessandria-Torino-Modane), su archiviofondazionefs.it, Torino, Fratelli Pozzo, validità gennaio 1930,  p. 57. URL consultato il 26 ottobre 2021.
- Ministero delle comunicazioni, Orario Generale Ferrovie dello Stato - Linee aeree - Navigazione marittima - Ferrovie secondarie - Tranvie - Servizi lacuali e automobilistici, su archiviofondazionefs.it, validità gennaio 1940,  pp. 70-71, 76-77. URL consultato il 26 ottobre 2021.
  -  Ministero delle comunicazioni, Quadro 50 (Londra-Parigi-Lione-Modane-Torino-Alessandria)-Genova-Pisa-Firenze-(Livorno-Roma), su archiviofondazionefs.it, validità gennaio 1940,  p. 70. URL consultato il 26 ottobre 2021.
  -  Ministero delle comunicazioni, Quadro 50 (Londra-Parigi-Lione-Modane-Torino-Alessandria)-Genova-Pisa-Firenze-(Livorno-Roma), su archiviofondazionefs.it, validità gennaio 1940,  p. 71. URL consultato il 26 ottobre 2021.
  -  Ministero delle comunicazioni, Quadro 50 (Roma-Livorno)-Firenze-Pisa-Genova-(Alessandria-Torino-Modane-Lione-Parigi-Londra), su archiviofondazionefs.it, validità gennaio 1940,  p. 76. URL consultato il 26 ottobre 2021.
  -  Ministero delle comunicazioni, Quadro 50 (Roma-Livorno)-Firenze-Pisa-Genova-(Alessandria-Torino-Modane-Lione-Parigi-Londra), su archiviofondazionefs.it, validità gennaio 1940,  p. 77. URL consultato il 26 ottobre 2021.
- Ministero delle comunicazioni, Orario Generale Ferrovie dello Stato - Ferrovie secondarie - Tranvie - Servizi lacuali - Navigazione marittima e aerea, su archiviofondazionefs.it, validità gennaio 1950,  pp. 44-45, 50-51. URL consultato il 26 ottobre 2021.
  -  Ministero delle comunicazioni, Quadro 50 (London-Paris-Lyon-Modane-Torino-Alessandria)-Genova-Pisa-Firenze-(Livorno-Roma), su archiviofondazionefs.it, validità gennaio 1950,  p. 44. URL consultato il 26 ottobre 2021.
  -  Ministero delle comunicazioni, Quadro 50 (London-Paris-Lyon-Modane-Torino-Alessandria)-Genova-Pisa-Firenze-(Livorno-Roma), su archiviofondazionefs.it, validità gennaio 1950,  p. 45. URL consultato il 26 ottobre 2021.
  -  Ministero delle comunicazioni, Quadro 50 (Roma-Livorno)-Firenze-Pisa-Genova-(Alessandria-Torino-Modane-Lyon-Paris-London), su archiviofondazionefs.it, validità gennaio 1950,  p. 50. URL consultato il 26 ottobre 2021.
  -  Ministero delle comunicazioni, Quadro 50 (Roma-Livorno)-Firenze-Pisa-Genova-(Alessandria-Torino-Modane-Lyon-Paris-London), su archiviofondazionefs.it, validità gennaio 1950,  p. 51. URL consultato il 26 ottobre 2021.
- Ministero delle comunicazioni, Orario Generale Ufficiale per le Ferrovie italiane dello Stato, su archiviofondazionefs.it, validità dal 29 maggio al 1º ottobre 1960,  pp. 321-323, 332-335. URL consultato il 26 ottobre 2021.
  -  Ministero delle comunicazioni, Quadro 250 (London-Paris-Lyon-Modane-Torino-Alessandria)-Genova-Pisa-Firenze-(Livorno-Roma), su archiviofondazionefs.it, validità dal 29 maggio al 1º ottobre 1960,  p. 321. URL consultato il 26 ottobre 2021.
  -  Ministero delle comunicazioni, Quadro 250 (London-Paris-Lyon-Modane-Torino-Alessandria)-Genova-Pisa-Firenze-(Livorno-Roma), su archiviofondazionefs.it, validità dal 29 maggio al 1º ottobre 1960,  p. 322. URL consultato il 26 ottobre 2021.
  -  Ministero delle comunicazioni, Quadro 250 (London-Paris-Lyon-Modane-Torino-Alessandria)-Genova-Pisa-Firenze-(Livorno-Roma), su archiviofondazionefs.it, validità dal 29 maggio al 1º ottobre 1960,  p. 323. URL consultato il 26 ottobre 2021.
  -  Ministero delle comunicazioni, Quadro 250 (Roma-Livorno)-Firenze-Pisa-Genova-(Alessandria-Torino-Modane-Lyon-Paris-London), su archiviofondazionefs.it, validità dal 29 maggio al 1º ottobre 1960,  p. 332. URL consultato il 26 ottobre 2021.
  -  Ministero delle comunicazioni, Quadro 250 (Roma-Livorno)-Firenze-Pisa-Genova-(Alessandria-Torino-Modane-Lyon-Paris-London), su archiviofondazionefs.it, validità dal 29 maggio al 1º ottobre 1960,  p. 333. URL consultato il 26 ottobre 2021.
  -  Ministero delle comunicazioni, Quadro 250 (Roma-Livorno)-Firenze-Pisa-Genova-(Alessandria-Torino-Modane-Lyon-Paris-London), su archiviofondazionefs.it, validità dal 29 maggio al 1º ottobre 1960,  p. 334. URL consultato il 26 ottobre 2021.
  -  Ministero delle comunicazioni, Quadro 250 (Roma-Livorno)-Firenze-Pisa-Genova-(Alessandria-Torino-Modane-Lyon-Paris-London), su archiviofondazionefs.it, validità dal 29 maggio al 1º ottobre 1960,  p. 335. URL consultato il 26 ottobre 2021.
  -  Ministero delle comunicazioni, Quadro 250 (Roma-Livorno)-Firenze-Pisa-Genova-(Alessandria-Torino-Modane-Lyon-Paris-London), su archiviofondazionefs.it, validità dal 29 maggio al 1º ottobre 1960,  p. 337. URL consultato il 26 ottobre 2021.
- Ministero delle comunicazioni, Orario Generale Ufficiale per le Ferrovie italiane dello Stato. Periodo invernale, su archiviofondazionefs.it, validità dal 27 settembre 1970 al 31 maggio 1971,  pp. 165-167, 176-179, 181. URL consultato il 26 ottobre 2021.
  -  Ministero delle comunicazioni, Quadro 50 (Paris Lyon)-Modane-Torino-Alessandria-Genova-Pisa-Livorno-Roma, su archiviofondazionefs.it, validità dal 27 settembre 1970 al 31 maggio 1971,  p. 165. URL consultato il 26 ottobre 2021.
  -  Ministero delle comunicazioni, Quadro 50 (Paris Lyon)-Modane-Torino-Alessandria-Genova-Pisa-Livorno-Roma, su archiviofondazionefs.it, validità dal 27 settembre 1970 al 31 maggio 1971,  p. 166. URL consultato il 26 ottobre 2021.
  -  Ministero delle comunicazioni, Quadro 50 (Paris Lyon)-Modane-Torino-Alessandria-Genova-Pisa-Livorno-Roma, su archiviofondazionefs.it, validità dal 27 settembre 1970 al 31 maggio 1971,  p. 167. URL consultato il 26 ottobre 2021.
  -  Ministero delle comunicazioni, Quadro 50 Roma-Livorno-Pisa-Genova-Alessandria-Torino-Modane-(Paris Lyon), su archiviofondazionefs.it, validità dal 27 settembre 1970 al 31 maggio 1971,  p. 176. URL consultato il 26 ottobre 2021.
  -  Ministero delle comunicazioni, Quadro 50 Roma-Livorno-Pisa-Genova-Alessandria-Torino-Modane-(Paris Lyon), su archiviofondazionefs.it, validità dal 27 settembre 1970 al 31 maggio 1971,  p. 177. URL consultato il 26 ottobre 2021.
  -  Ministero delle comunicazioni, Quadro 50 Roma-Livorno-Pisa-Genova-Alessandria-Torino-Modane-(Paris Lyon), su archiviofondazionefs.it, validità dal 27 settembre 1970 al 31 maggio 1971,  p. 178. URL consultato il 26 ottobre 2021.
  -  Ministero delle comunicazioni, Quadro 50 Roma-Livorno-Pisa-Genova-Alessandria-Torino-Modane-(Paris Lyon), su archiviofondazionefs.it, validità dal 27 settembre 1970 al 31 maggio 1971,  p. 179. URL consultato il 26 ottobre 2021.
  -  Ministero delle comunicazioni, Quadro 50 Roma-Livorno-Pisa-Genova-Alessandria-Torino-Modane-(Paris Lyon), su archiviofondazionefs.it, validità dal 27 settembre 1970 al 31 maggio 1971,  p. 181. URL consultato il 26 ottobre 2021.
- Azienda autonoma delle Ferrovie dello Stato, Il Treno nel periodo estivo. Orario ufficiale delle Ferrovie italiane dello Stato, su archiviofondazionefs.it, validità dal 1º giugno al 27 settembre 1980,  pp. 163-167, 176-180. URL consultato il 26 ottobre 2021.
  -  Azienda autonoma delle Ferrovie dello Stato, Quadro 50 Modane-Torino-Alessandria-Genova-Pisa-Livorno-Roma, su archiviofondazionefs.it, validità dal 1º giugno al 27 settembre 1980,  p. 163. URL consultato il 26 ottobre 2021.
  -  Azienda autonoma delle Ferrovie dello Stato, Quadro 50 Modane-Torino-Alessandria-Genova-Pisa-Livorno-Roma, su archiviofondazionefs.it, validità dal 1º giugno al 27 settembre 1980,  p. 164. URL consultato il 26 ottobre 2021.
  -  Azienda autonoma delle Ferrovie dello Stato, Quadro 50 Modane-Torino-Alessandria-Genova-Pisa-Livorno-Roma, su archiviofondazionefs.it, validità dal 1º giugno al 27 settembre 1980,  p. 165. URL consultato il 26 ottobre 2021.
  -  Azienda autonoma delle Ferrovie dello Stato, Quadro 50 Modane-Torino-Alessandria-Genova-Pisa-Livorno-Roma, su archiviofondazionefs.it, validità dal 1º giugno al 27 settembre 1980,  p. 166. URL consultato il 26 ottobre 2021.
  -  Azienda autonoma delle Ferrovie dello Stato, Quadro 50 Modane-Torino-Alessandria-Genova-Pisa-Livorno-Roma, su archiviofondazionefs.it, validità dal 1º giugno al 27 settembre 1980,  p. 167. URL consultato il 26 ottobre 2021.
  -  Azienda autonoma delle Ferrovie dello Stato, Quadro 50 Roma-Livorno-Pisa-Genova-Alessandria-Torino-Modane, su archiviofondazionefs.it, validità dal 1º giugno al 27 settembre 1980,  p. 176. URL consultato il 26 ottobre 2021.
  -  Azienda autonoma delle Ferrovie dello Stato, Quadro 50 Roma-Livorno-Pisa-Genova-Alessandria-Torino-Modane, su archiviofondazionefs.it, validità dal 1º giugno al 27 settembre 1980,  p. 177. URL consultato il 26 ottobre 2021.
  -  Azienda autonoma delle Ferrovie dello Stato, Quadro 50 Roma-Livorno-Pisa-Genova-Alessandria-Torino-Modane, su archiviofondazionefs.it, validità dal 1º giugno al 27 settembre 1980,  p. 178. URL consultato il 26 ottobre 2021.
  -  Azienda autonoma delle Ferrovie dello Stato, Quadro 50 Roma-Livorno-Pisa-Genova-Alessandria-Torino-Modane, su archiviofondazionefs.it, validità dal 1º giugno al 27 settembre 1980,  p. 179. URL consultato il 26 ottobre 2021.
  -  Azienda autonoma delle Ferrovie dello Stato, Quadro 50 Roma-Livorno-Pisa-Genova-Alessandria-Torino-Modane, su archiviofondazionefs.it, validità dal 1º giugno al 27 settembre 1980,  p. 180. URL consultato il 26 ottobre 2021.
- Ente Ferrovie dello Stato, Il Treno. Orario ufficiale delle Ferrovie italiane. Edizione estiva, su archiviofondazionefs.it, validità dal 27 maggio al 29 settembre 1990,  pp. 179-184, 193-198. URL consultato il 26 ottobre 2021.
  -  Ente Ferrovie dello Stato, Quadro 50 Modane-Torino-Alessandria-Genova-Pisa-Livorno-Roma, su archiviofondazionefs.it, validità dal 27 maggio al 29 settembre 1990,  p. 179. URL consultato il 26 ottobre 2021.
  -  Ente Ferrovie dello Stato, Quadro 50 Modane-Torino-Alessandria-Genova-Pisa-Livorno-Roma, su archiviofondazionefs.it, validità dal 27 maggio al 29 settembre 1990,  p. 180. URL consultato il 26 ottobre 2021.
  -  Ente Ferrovie dello Stato, Quadro 50 Modane-Torino-Alessandria-Genova-Pisa-Livorno-Roma, su archiviofondazionefs.it, validità dal 27 maggio al 29 settembre 1990,  p. 181. URL consultato il 26 ottobre 2021.
  -  Ente Ferrovie dello Stato, Quadro 50 Modane-Torino-Alessandria-Genova-Pisa-Livorno-Roma, su archiviofondazionefs.it, validità dal 27 maggio al 29 settembre 1990,  p. 182. URL consultato il 26 ottobre 2021.
  -  Ente Ferrovie dello Stato, Quadro 50 Modane-Torino-Alessandria-Genova-Pisa-Livorno-Roma, su archiviofondazionefs.it, validità dal 27 maggio al 29 settembre 1990,  p. 183. URL consultato il 26 ottobre 2021.
  -  Ente Ferrovie dello Stato, Quadro 50 Modane-Torino-Alessandria-Genova-Pisa-Livorno-Roma, su archiviofondazionefs.it, validità dal 27 maggio al 29 settembre 1990,  p. 184. URL consultato il 26 ottobre 2021.
  -  Ente Ferrovie dello Stato, Quadro 50 Roma-Livorno-Pisa-Genova-Alessandria-Torino-Modane, su archiviofondazionefs.it, validità dal 27 maggio al 29 settembre 1990,  p. 193. URL consultato il 26 ottobre 2021.
  -  Ente Ferrovie dello Stato, Quadro 50 Roma-Livorno-Pisa-Genova-Alessandria-Torino-Modane, su archiviofondazionefs.it, validità dal 27 maggio al 29 settembre 1990,  p. 194. URL consultato il 26 ottobre 2021.
  -  Ente Ferrovie dello Stato, Quadro 50 Roma-Livorno-Pisa-Genova-Alessandria-Torino-Modane, su archiviofondazionefs.it, validità dal 27 maggio al 29 settembre 1990,  p. 195. URL consultato il 26 ottobre 2021.
  -  Ente Ferrovie dello Stato, Quadro 50 Roma-Livorno-Pisa-Genova-Alessandria-Torino-Modane, su archiviofondazionefs.it, validità dal 27 maggio al 29 settembre 1990,  p. 196. URL consultato il 26 ottobre 2021.
  -  Ente Ferrovie dello Stato, Quadro 50 Roma-Livorno-Pisa-Genova-Alessandria-Torino-Modane, su archiviofondazionefs.it, validità dal 27 maggio al 29 settembre 1990,  p. 197. URL consultato il 26 ottobre 2021.
  -  Ente Ferrovie dello Stato, Quadro 50 Roma-Livorno-Pisa-Genova-Alessandria-Torino-Modane, su archiviofondazionefs.it, validità dal 27 maggio al 29 settembre 1990,  p. 198. URL consultato il 26 ottobre 2021.
- Ferrovie dello Stato S.p.A., In Treno. L'orario ufficiale delle Ferrovie dello Stato. Inverno 1999-2000, su archiviofondazionefs.it, validità dal 26 settembre 1999 al 29 gennaio 2000,  pp. C/113-128. URL consultato il 25 ottobre 2021.
  -  Ferrovie dello Stato S.p.A., Quadro 31 Genova-La Spezia-Pisa, su archiviofondazionefs.it, validità dal 26 settembre 1999 al 29 gennaio 2000,  p. C/113. URL consultato il 25 ottobre 2021.
  -  Ferrovie dello Stato S.p.A., Quadro 31 Genova-La Spezia-Pisa, su archiviofondazionefs.it, validità dal 26 settembre 1999 al 29 gennaio 2000,  p. C/114. URL consultato il 25 ottobre 2021.
  -  Ferrovie dello Stato S.p.A., Quadro 31 Genova-La Spezia-Pisa, su archiviofondazionefs.it, validità dal 26 settembre 1999 al 29 gennaio 2000,  p. C/115. URL consultato il 25 ottobre 2021.
  -  Ferrovie dello Stato S.p.A., Quadro 31 Genova-La Spezia-Pisa, su archiviofondazionefs.it, validità dal 26 settembre 1999 al 29 gennaio 2000,  p. C/116. URL consultato il 25 ottobre 2021.
  -  Ferrovie dello Stato S.p.A., Quadro 31 Genova-La Spezia-Pisa, su archiviofondazionefs.it, validità dal 26 settembre 1999 al 29 gennaio 2000,  p. C/117. URL consultato il 25 ottobre 2021.
  -  Ferrovie dello Stato S.p.A., Quadro 31 Genova-La Spezia-Pisa, su archiviofondazionefs.it, validità dal 26 settembre 1999 al 29 gennaio 2000,  p. C/118. URL consultato il 25 ottobre 2021.
  -  Ferrovie dello Stato S.p.A., Quadro 31 Genova-La Spezia-Pisa, su archiviofondazionefs.it, validità dal 26 settembre 1999 al 29 gennaio 2000,  p. C/119. URL consultato il 25 ottobre 2021.
  -  Ferrovie dello Stato S.p.A., Quadro 31 Genova-La Spezia-Pisa, su archiviofondazionefs.it, validità dal 26 settembre 1999 al 29 gennaio 2000,  p. C/120. URL consultato il 25 ottobre 2021.
  -  Ferrovie dello Stato S.p.A., Quadro 31 Pisa-La Spezia-Genova, su archiviofondazionefs.it, validità dal 26 settembre 1999 al 29 gennaio 2000,  p. C/121. URL consultato il 25 ottobre 2021.
  -  Ferrovie dello Stato S.p.A., Quadro 31 Pisa-La Spezia-Genova, su archiviofondazionefs.it, validità dal 26 settembre 1999 al 29 gennaio 2000,  p. C/122. URL consultato il 25 ottobre 2021.
  -  Ferrovie dello Stato S.p.A., Quadro 31 Pisa-La Spezia-Genova, su archiviofondazionefs.it, validità dal 26 settembre 1999 al 29 gennaio 2000,  p. C/123. URL consultato il 25 ottobre 2021.
  -  Ferrovie dello Stato S.p.A., Quadro 31 Pisa-La Spezia-Genova, su archiviofondazionefs.it, validità dal 26 settembre 1999 al 29 gennaio 2000,  p. C/124. URL consultato il 25 ottobre 2021.
  -  Ferrovie dello Stato S.p.A., Quadro 31 Pisa-La Spezia-Genova, su archiviofondazionefs.it, validità dal 26 settembre 1999 al 29 gennaio 2000,  p. C/125. URL consultato il 25 ottobre 2021.
  -  Ferrovie dello Stato S.p.A., Quadro 31 Pisa-La Spezia-Genova, su archiviofondazionefs.it, validità dal 26 settembre 1999 al 29 gennaio 2000,  p. C/126. URL consultato il 25 ottobre 2021.
  -  Ferrovie dello Stato S.p.A., Quadro 31 Pisa-La Spezia-Genova, su archiviofondazionefs.it, validità dal 26 settembre 1999 al 29 gennaio 2000,  p. C/127. URL consultato il 25 ottobre 2021.
  -  Ferrovie dello Stato S.p.A., Quadro 31 Pisa-La Spezia-Genova, su archiviofondazionefs.it, validità dal 26 settembre 1999 al 29 gennaio 2000,  p. C/128. URL consultato il 25 ottobre 2021.
- Trenitalia, Carrara-Avenza: orario estivo 2001 (M. 53 murale), validità dal 10 giugno 2001 al 26 gennaio 2002.
- Trenitalia, In Treno Tutt'Italia. Orario Nazionale - Regionale - Internazionale, su archiviofondazionefs.it, validità dal 13 dicembre 2009 al 12 giugno 2010,  pp. 208-233. URL consultato il 12 novembre 2021.
  -  Trenitalia, Quadro 31 Genova-Pisa, su archiviofondazionefs.it, validità dal 13 dicembre 2009 al 12 giugno 2010,  p. 208. URL consultato il 12 novembre 2021.
  -  Trenitalia, Quadro 31 Genova-Pisa, su archiviofondazionefs.it, validità dal 13 dicembre 2009 al 12 giugno 2010,  p. 209. URL consultato il 12 novembre 2021.
  -  Trenitalia, Quadro 31 Genova-Pisa, su archiviofondazionefs.it, validità dal 13 dicembre 2009 al 12 giugno 2010,  p. 209. URL consultato il 12 novembre 2021.
  -  Trenitalia, Quadro 31 Genova-Pisa, su archiviofondazionefs.it, validità dal 13 dicembre 2009 al 12 giugno 2010,  p. 210. URL consultato il 12 novembre 2021.
  -  Trenitalia, Quadro 31 Genova-Pisa, su archiviofondazionefs.it, validità dal 13 dicembre 2009 al 12 giugno 2010,  p. 211. URL consultato il 12 novembre 2021.
  -  Trenitalia, Quadro 31 Genova-Pisa, su archiviofondazionefs.it, validità dal 13 dicembre 2009 al 12 giugno 2010,  p. 212. URL consultato il 12 novembre 2021.
  -  Trenitalia, Quadro 31 Genova-Pisa, su archiviofondazionefs.it, validità dal 13 dicembre 2009 al 12 giugno 2010,  p. 213. URL consultato il 12 novembre 2021.
  -  Trenitalia, Quadro 31 Genova-Pisa, su archiviofondazionefs.it, validità dal 13 dicembre 2009 al 12 giugno 2010,  p. 214. URL consultato il 12 novembre 2021.
  -  Trenitalia, Quadro 31 Genova-Pisa, su archiviofondazionefs.it, validità dal 13 dicembre 2009 al 12 giugno 2010,  p. 215. URL consultato il 12 novembre 2021.
  -  Trenitalia, Quadro 31 Genova-Pisa, su archiviofondazionefs.it, validità dal 13 dicembre 2009 al 12 giugno 2010,  p. 216. URL consultato il 12 novembre 2021.
  -  Trenitalia, Quadro 31 Genova-Pisa, su archiviofondazionefs.it, validità dal 13 dicembre 2009 al 12 giugno 2010,  p. 217. URL consultato il 12 novembre 2021.
  -  Trenitalia, Quadro 31 Genova-Pisa, su archiviofondazionefs.it, validità dal 13 dicembre 2009 al 12 giugno 2010,  p. 218. URL consultato il 12 novembre 2021.
  -  Trenitalia, Quadro 31 Genova-Pisa, su archiviofondazionefs.it, validità dal 13 dicembre 2009 al 12 giugno 2010,  p. 219. URL consultato il 12 novembre 2021.
  -  Trenitalia, Quadro 31 Genova-Pisa, su archiviofondazionefs.it, validità dal 13 dicembre 2009 al 12 giugno 2010,  p. 220. URL consultato il 12 novembre 2021.
  -  Trenitalia, Quadro 31 Pisa-Genova, su archiviofondazionefs.it, validità dal 13 dicembre 2009 al 12 giugno 2010,  p. 221. URL consultato il 12 novembre 2021.
  -  Trenitalia, Quadro 31 Pisa-Genova, su archiviofondazionefs.it, validità dal 13 dicembre 2009 al 12 giugno 2010,  p. 222. URL consultato il 12 novembre 2021.
  -  Trenitalia, Quadro 31 Pisa-Genova, su archiviofondazionefs.it, validità dal 13 dicembre 2009 al 12 giugno 2010,  p. 223. URL consultato il 12 novembre 2021.
  -  Trenitalia, Quadro 31 Pisa-Genova, su archiviofondazionefs.it, validità dal 13 dicembre 2009 al 12 giugno 2010,  p. 224. URL consultato il 12 novembre 2021.
  -  Trenitalia, Quadro 31 Pisa-Genova, su archiviofondazionefs.it, validità dal 13 dicembre 2009 al 12 giugno 2010,  p. 225. URL consultato il 12 novembre 2021.
  -  Trenitalia, Quadro 31 Pisa-Genova, su archiviofondazionefs.it, validità dal 13 dicembre 2009 al 12 giugno 2010,  p. 226. URL consultato il 12 novembre 2021.
  -  Trenitalia, Quadro 31 Pisa-Genova, su archiviofondazionefs.it, validità dal 13 dicembre 2009 al 12 giugno 2010,  p. 227. URL consultato il 12 novembre 2021.
  -  Trenitalia, Quadro 31 Pisa-Genova, su archiviofondazionefs.it, validità dal 13 dicembre 2009 al 12 giugno 2010,  p. 228. URL consultato il 12 novembre 2021.
  -  Trenitalia, Quadro 31 Pisa-Genova, su archiviofondazionefs.it, validità dal 13 dicembre 2009 al 12 giugno 2010,  p. 229. URL consultato il 12 novembre 2021.
  -  Trenitalia, Quadro 31 Pisa-Genova, su archiviofondazionefs.it, validità dal 13 dicembre 2009 al 12 giugno 2010,  p. 230. URL consultato il 12 novembre 2021.
  -  Trenitalia, Quadro 31 Pisa-Genova, su archiviofondazionefs.it, validità dal 13 dicembre 2009 al 12 giugno 2010,  p. 231. URL consultato il 12 novembre 2021.
  -  Trenitalia, Quadro 31 Pisa-Genova, su archiviofondazionefs.it, validità dal 13 dicembre 2009 al 12 giugno 2010,  p. 232. URL consultato il 12 novembre 2021.
  -  Trenitalia, Quadro 31 Pisa-Genova, su archiviofondazionefs.it, validità dal 13 dicembre 2009 al 12 giugno 2010,  p. 233. URL consultato il 12 novembre 2021.